# Lincolnia lucernina
Lincolnia lucernina är en insektsart som beskrevs av Alan C. Eyles och Carvalho 1988. Lincolnia lucernina ingår i släktet Lincolnia och familjen ängsskinnbaggar. Inga underarter finns listade i Catalogue of Life.